# Anton Erhard Martinelli
Anton Erhard Martinelli (n. 1684, Viena – d. 1747, Viena) a fost un arhitect austriac, fiul lui Francesco Martinelli.
A realizat planurile pentru Palatul Thinnfeld din Graz și pentru Cazarma Invalizilor din Budapesta, actualmente sediul primăriei orașului.
Împreună cu fratele său Johann Baptist Martinelli a elaborat planurile pentru mai multe biserici baroce din țările conduse de Casa de Habsburg, între care și planul Catedralei Sfânta Treime din Blaj.
S-a aflat în serviciul familiilor Schwarzenberg și Esterházy, pentru care a proiectat și construit mai multe palate, între care Palatul Schwarzenberg din Viena (vezi en:Palais Schwarzenberg).